# Schoenoplectus triqueter
Espèce
Classification APG III (2009)
Statut de conservation UICN

 LC  : Préoccupation mineure
Schoenoplectus triqueter, le Scirpe à trois angles, est une espèce végétale de la famille des Cyperaceae.